# Talsperre Lagoa Comprida
Die Talsperre Lagoa Comprida (portugiesisch Barragem de Lagoa Comprida) liegt in der Region Mitte Portugals im Distrikt Guarda. Sie staut den Lagoa zu einem Stausee (portugiesisch Albufeira da Lagoa Comprida) auf. Die Talsperre befindet sich im Naturschutzgebiet Parque Natural da Serra da Estrela. Die Gemeinde Sabugueiro liegt ungefähr drei Kilometer nördlich.
Mit dem Projekt zur Errichtung der Talsperre wurde im Jahre 1910 begonnen. Der Bau wurde 1966 fertiggestellt. Die Talsperre ist im Besitz von HIDROCENEL, Energia do Centro, SA.

## Absperrbauwerk
Das Absperrbauwerk bildet eine Gewichtsstaumauer aus Mauerwerk mit einer Höhe von 29 m über der Gründungssohle (28,24 m über dem Flussbett). Die Mauerkrone liegt auf einer Höhe von 1600 m über dem Meeresspiegel. Die Länge der Mauerkrone beträgt 1.200 m. Die Staumauer verfügt sowohl über einen Grundablass als auch über eine Hochwasserentlastung. Über die Hochwasserentlastung können maximal 92 m³/s abgeleitet werden. Das Volumen des Bauwerks beträgt 100.000 m³.
Die Staumauer wurde in mehreren Schritten errichtet: bis 1914 hatte sie eine Höhe von 6 m erreicht, die bis 1934 auf 15 m erhöht wurde. Ihre endgültige Höhe von 28 m erreichte sie 1965.

## Stausee
Beim normalen Stauziel von 1600 m erstreckt sich der Stausee über eine Fläche von rund 0,75 km² und fasst 13,8 Mio. m³ Wasser. Das Wasser aus dem Stausee der Talsperre Covão do Meio wird über einen Tunnel mit einer Länge von 2354 m in den Stausee der Talsperre Lagoa Comprida geleitet.

## Kraftwerk Lagoa Comprida
Das Kraftwerk nahm 2003 die Arbeit auf. Es wird von EDP betrieben. Die installierte Leistung des Kraftwerks beträgt 0,6 MW. Die durchschnittliche Jahreserzeugung liegt bei 1,7 Mio. kWh.
Die Francis-Turbine mit horizontaler Welle leistet maximal 0,632 MW und der zugehörige Generator 0,72 MVA. Die Nenndrehzahl der Turbine liegt bei 600/min. Der Generator hat eine Nennspannung von 0,69 kV. In der Schaltanlage wird die Generatorspannung von 0,69 kV mittels eines Leistungstransformators auf 15 kV hochgespannt.
Die maximale Fallhöhe beträgt 28,5 m. Der maximale Durchfluss liegt bei 2,64 m³/s.

## Kraftwerk Sabugueiro I
Das Kraftwerk wurde 1947 in Betrieb genommen und von 2000 bis 2002 renoviert. Es wird von EDP betrieben. Die installierte Leistung des Kraftwerks beträgt 13,2 (bzw. 12,8 oder 13,24) MW. Die durchschnittliche Jahreserzeugung liegt bei 48 Mio. kWh.
Nachdem das Wasser das Kraftwerk Lagoa Comprida verlassen hat, wird es durch einen Kanal zum Speicherbecken des Kraftwerks Sabugueiro I geleitet. Von dort aus gelangt es über Druckrohrleitungen zum Maschinenhaus.
Die maximale Fallhöhe beträgt 593,7 m. Der maximale Durchfluss liegt bei 0,66 m³/s für die Turbinen 1 und 2 sowie bei 1,32 m³/s für die Turbine 3. In der Schaltanlage wird die Generatorspannung mittels eines Leistungstransformators auf 60 kV hochgespannt.

### Maschinen
Es sind drei Pelton-Turbinen mit horizontaler Welle installiert. Die folgende Tabelle gibt einen Überblick:
| Maschine | Nenndrehzahl (1/min) | Turbine (MW) | Generator (MVA) | Transformator (MVA) |
| -------- | -------------------- | ------------ | --------------- | ------------------- |
| 1        | 1.000                | 3,31         | 4               | 16                  |
| 2        | 1.000                | 3,31         | 4               |                     |
| 3        | 1.000                | 6,62         | 8               |                     |